# Торнтаун (Індіана)
Торнтаун (англ. Thorntown) — місто (англ. town) в США, в окрузі Бун штату Індіана. Населення — 1432 особи (2020).

## Географія
Торнтаун розташований за координатами 40°7′46″ пн. ш. 86°36′36″ зх. д. / 40.12944° пн. ш. 86.61000° зх. д. (40.129309, -86.610083).  За даними Бюро перепису населення США в 2010 році місто мало площу 1,56 км², уся площа — суходіл.

## Демографія
Згідно з переписом 2010 року, у місті мешкало 1520 осіб у 556 домогосподарствах у складі 422 родин. Густота населення становила 974 особи/км².  Було 622 помешкання (399/км²).
Расовий склад населення:
| - 99,1 % — білих - 0,2 % — корінних американців - 0,1 % — чорних або афроамериканців |

До двох чи більше рас належало 0,5 %. Частка іспаномовних становила 0,7 % від усіх жителів.
За віковим діапазоном населення розподілялося таким чином: 26,0 % — особи молодші 18 років, 61,0 % — особи у віці 18—64 років, 13,0 % — особи у віці 65 років та старші. Медіана віку мешканця становила 37,5 року. На 100 осіб жіночої статі у місті припадало 91,4 чоловіків;  на 100 жінок у віці від 18 років та старших — 87,2 чоловіків також старших 18 років.
Середній дохід на одне домашнє господарство  становив 55 925 доларів США (медіана — 47 596), а середній дохід на одну сім'ю — 56 312 долари (медіана — 49 286). Медіана доходів становила 44 583 долари для чоловіків та 32 875 доларів для жінок. За межею бідності перебувало 14,0 % осіб, у тому числі 18,7 % дітей у віці до 18 років та 13,1 % осіб у віці 65 років та старших.
Цивільне працевлаштоване населення становило 745 осіб. Основні галузі зайнятості: освіта, охорона здоров'я та соціальна допомога — 23,0 %, виробництво — 21,5 %, роздрібна торгівля — 13,6 %, транспорт — 7,9 %.